# 賣笑エクスタシー
『賣笑エクスタシー』（ばいしょうエスクタシー）とは、2003年5月27日に発売された椎名林檎の映像作品。東京都九段会館から全国に衛星中継された同名のコンサートイベントを収録したライブ映像集。発売元は東芝EMI。また、2013年11月13日にBlu-ray Disc盤（規格品番：TYXN-10004）が発売された。発売元はユニバーサルミュージック合同会社。Blu-ray Disc盤はボックス・セット「LiVE」にも収録されている。
購入者には特典映像とデビュー5周年を記念して製作された新曲を収録したCD「御宝コンパクトディスク」が付属。CDExtra仕様になっていてDVDメニュー案内図が収録されている。なお本作のキャッチコピーは「祝!デビュー伍周年特別御奉仕品」と紹介されている。

## 概要
本作は2003年2月23日に発売した椎名林檎のサードアルバム『加爾基 精液 栗ノ花』の発売を記念した開催したコンサートイベント「実演生中継 賣笑エクスタシー」を映像化した作品である。通常の椎名林檎のイベントと違いこのイベントは斎藤ネコ率いるオーケストラ「ノラネコオーケストラ」の演奏によるイベントである。タイトルの「実演生中継」とは、東京に来られない全国のファンの為に九段会館から全国にあるホール・ライブハウスで生中継で放送する処置を取った。また当日は百色眼鏡に出演した俳優、小林賢太郎がゲストで出演して場内を盛り上げた。
このイベントは『短篇キネマ 百色眼鏡』と公式サイト「性（さが）」と連動したイベントで、九段会館以外の映像を放送する場所名を当時の公式HP上にあった架空の映画館「ニツケルオデオン性銀映」と統一されている。またDVDでのメニュー画面もさまざまな仕掛けが施されており、実際に「ニツケルオデオン性銀映」館内を散策する様に売店や講堂へ進む画面構成になっている。
購入者への特典は本編のコンサートイベント以外に、シングル「茎 (STEM) 〜大名遊ビ編〜」と『短篇キネマ 百色眼鏡』のCMと、『加爾基 精液 栗ノ花』の日本国内向けと海外向けのCMが収録。また今まで非公開だったデビュー前に行った東芝EMIの社員へのお披露目会「社内デビュー・コンベンション」で披露した、ピアノの弾き語りによる「ここでキスして。」の映像。さらにデビュー5周年を記念して製作された新曲「映日紅の花」を収録したCDが付属。なお「映日紅の花」はDVDの方にはビデオクリップが収録されている（ただし、パスワードを入力しないと見られない仕掛けが施されている）。
なお椎名林檎はインタビューで2007年2月21日にリリースした斎藤ネコと共同作品『平成風俗』は、このイベントの他にシングル「りんごのうた」収録の「la salle de bain」等、斎藤ネコによるオーケストラアレンジをいずれは一つの形にまとめたかったと語り、昨年2006年に写真家蜷川実花監督の映画『さくらん』の音楽をオファーされた事を受け、映画音楽を兼ねて製作されたオーケストラアレンジをまとめた作品である。
ちなみにタイトルの「賣笑」とは、かつて昔は「売春」の呼び名。椎名林檎本人は後のインタビューで「賣笑のイメージはマクドナルドのスマイル0円サービスみたいなイメージ」と語る。

## ニツケルオデオン性銀映
ここではニツケルオデオン性銀映の場所ごとに紹介する。
1. 入り口
DVDプレーヤーを起動すると自動的に館内に入り、入り口の左へ進むと休憩場、真ん中にある扉を選ぶと講堂、右へ進むと売店へ進む。
2. 講堂
本編を見る事が出来る場所。真ん中のスクリーンを選ぶと本編「賣笑エクスタシー」を見られる。右にある扉二つはそれぞれ選ぶと、シングル・短編キネマ、アルバムのCMを見られる。左にある扉を選び、さらに奥に進むと「退場の模様」ノーカット版が見られる。
3. 売店
特典映像の「ここでキスして。」弾き語り映像を見られる場所。上に配置されているギターを選択すると「ここでキスして。」の映像を見られる。また下にあるガラス棚を選択すると今までリリースしたシングル・アルバム・映像集のディスコグラフィーが閲覧できる。
4. 休憩場
自動販売機がある場所。自動販売機を選択するとポスターが出現する。さらに奥へ進むと「映日紅の花」のビデオクリップを見られる「映日紅の花劇場」がある。ただし、旧字体の漢数字によるパスワード入力制で、ある5ケタの数字を入力いないといけない。ちなみにパスワード自体は難しく無く、万が一間違えても看板にヒントが表示される親切設計になっている。パスワードを無事入力すると、まず無花果の生態に付いて説明する文章が表示され、その後ビデオクリップが流れる。

## 収録内容
全作詞・作曲：椎名林檎、全編曲：斎藤ネコ（注記を除く）。
| #   | タイトル                                                       | 作詞 | 作曲・編曲 |
| --- | -------------------------------------------------------------- | ---- | ---------- |
| 1.  | 「入場の模様」                                                 |      |            |
| 2.  | 「枯葉」(作詞：ジャック・フレヴェール；作曲：ジョセフ・コスマ) |      |            |
| 3.  | 「とりこし苦労」                                               |      |            |
| 4.  | 「茎（STEM）」                                                 |      |            |
| 5.  | 「意識」                                                       |      |            |
| 6.  | 「ポルターガイスト」                                           |      |            |
| 7.  | 「おこのみで」                                                 |      |            |
| 8.  | 「歌舞伎町の女王」                                             |      |            |
| 9.  | 「迷彩」                                                       |      |            |
| 10. | 「退場の模様」                                                 |      |            |

| #  | タイトル | 作詞 | 作曲・編曲 |
| -- | --- | ---- | ---------- |
| 1. | 「ここでキスして。」 |      |            |
| 2. | 「百色眼鏡・茎（STEM）〜テレビCM〜」(全4種類) |      |            |
| 3. | 「退場の模様」(ノーカット版) |      |            |
| 4. | 「映日紅の花」(ビデオクリップ；作曲・編曲：浮雲) |      |            |
| 5. | 「加爾基 精液 栗ノ花〜テレビCM〜」 - 「『宗教』篇」 - 「『おこのみで』篇」 - 「『迷彩』篇」 - 「『意識』篇」 - 「『茎（STEM）』篇」 - 「『葬列』篇」 |      |            |
| 6. | 「加爾基 精液 栗ノ花〜"Bunraku"海外仕様テレビCM〜」 - - 「『宗教と葬列』篇」 - 「『茎（STEM）と迷彩』篇」 - 「『意識とおこのみで』篇」               |      |            |

| #  | タイトル                         | 作詞 | 作曲・編曲 |
| -- | -------------------------------- | ---- | ---------- |
| 1. | 「映日紅の花」(作曲・編曲：浮雲) |      |            |